# 중베짱이
중베짱이 또는 만주중베짱이는 메뚜기목 여치과의 곤충이다. 몸길이는 29-35mm이며 전체가 녹색이지만 성숙하면 차츰 연한 갈색으로 변하기도 한다. 주로 고지대의 풀밭과 나무 위에 살며 성충은 나방이나 애벌레 등의 곤충을 잡아먹는 강한 육식성이다. 수컷은 밤에 나무 위나 풀밭에서 연속적으로 운다. 일본, 러시아에도 분포한다.

## 근연종
- 섬중베짱이 (Tettigonia jungi)
- 긴날개중베짱이 (Tettigonia dolichoptera)
- 극동긴날개중베짱이 (Tettigonia uvarovi)
- Tettigonia viridissima
- Tettigonia cantas